# دونالد كارسييري
وهو سياسي أمريكي ينتمي إلى الحزب الجمهوري الأمريكي وحاكم ولاية رود آيلاند الأمريكية منذ عام 2003 ولد دونالد كاسييري في 16 كانون الأول - ديسمبر من سنة 1942 في ولاية رود آيلاند وهو ينتمي إلى الكنيسة الرومانية الكاثوليكية ودونالد كارسييري حاصل على شهادة البكالوريوس من جامعة براون في العلاقات الدولية في عام 1981 انتقل كارسييري وعائلته إلى كينغستون في جمهورية جامايكا حيث كان يعمل لخدمات الإغاثة الكاثوليكية.